# Ibajay
Ibajay è una municipalità di quarta classe delle Filippine, situata nella Provincia di Aklan, nella Regione del Visayas Occidentale.
Ibajay è formata da 35 baranggay:
- Agbago
- Agdugayan
- Antipolo
- Aparicio
- Aquino
- Aslum
- Bagacay
- Batuan
- Buenavista
- Bugtongbato
- Cabugao
- Capilijan
- Colongcolong
- Laguinbanua
- Mabusao
- Malindog
- Maloco
- Mina-a

- Monlaque
- Naile
- Naisud
- Naligusan
- Ondoy
- Poblacion
- Polo
- Regador
- Rivera
- Rizal
- San Isidro
- San Jose
- Santa Cruz
- Tagbaya
- Tul-ang
- Unat
- Yawan